# Đội tuyển bóng đá U-23 quốc gia Palestine
Đội tuyển bóng đá U-23 quốc gia Palestine là đội tuyển dưới 23 tuổi đại diện cho Palestine tại các giải đấu bóng đá U-23 quốc tế. Đội được quản lý bởi Hiệp hội bóng đá Palestine (PFA).
Palestine chưa từng tham dự Thế vận hội. Đội đã có 5 lần tham dự Á vận hội và một lần tham dự Cúp bóng đá U-23 châu Á.

## Thành tích tại các giải đấu

### Thế vận hội
| Thế vận hội | Thế vận hội              | Thế vận hội              | Thế vận hội              | Thế vận hội              | Thế vận hội              | Thế vận hội              | Thế vận hội              | Thế vận hội              |
| Năm         | Kết quả                  | Vị trí                   | ST                       | T                        | H                        | B                        | BT                       | BB                       |
| ----------- | ------------------------ | ------------------------ | ------------------------ | ------------------------ | ------------------------ | ------------------------ | ------------------------ | ------------------------ |
| 2004        | Không vượt qua vòng loại | Không vượt qua vòng loại | Không vượt qua vòng loại | Không vượt qua vòng loại | Không vượt qua vòng loại | Không vượt qua vòng loại | Không vượt qua vòng loại | Không vượt qua vòng loại |
| 2008        | Không vượt qua vòng loại | Không vượt qua vòng loại | Không vượt qua vòng loại | Không vượt qua vòng loại | Không vượt qua vòng loại | Không vượt qua vòng loại | Không vượt qua vòng loại | Không vượt qua vòng loại |
| 2012        | Không vượt qua vòng loại | Không vượt qua vòng loại | Không vượt qua vòng loại | Không vượt qua vòng loại | Không vượt qua vòng loại | Không vượt qua vòng loại | Không vượt qua vòng loại | Không vượt qua vòng loại |
| 2016        | Không vượt qua vòng loại | Không vượt qua vòng loại | Không vượt qua vòng loại | Không vượt qua vòng loại | Không vượt qua vòng loại | Không vượt qua vòng loại | Không vượt qua vòng loại | Không vượt qua vòng loại |
| 2020        | Không vượt qua vòng loại | Không vượt qua vòng loại | Không vượt qua vòng loại | Không vượt qua vòng loại | Không vượt qua vòng loại | Không vượt qua vòng loại | Không vượt qua vòng loại | Không vượt qua vòng loại |
| 2024        | Không vượt qua vòng loại | Không vượt qua vòng loại | Không vượt qua vòng loại | Không vượt qua vòng loại | Không vượt qua vòng loại | Không vượt qua vòng loại | Không vượt qua vòng loại | Không vượt qua vòng loại |
| 2028        | Chưa xác định            | Chưa xác định            | Chưa xác định            | Chưa xác định            | Chưa xác định            | Chưa xác định            | Chưa xác định            | Chưa xác định            |
| 2032        | Chưa xác định            | Chưa xác định            | Chưa xác định            | Chưa xác định            | Chưa xác định            | Chưa xác định            | Chưa xác định            | Chưa xác định            |
| Tổng số     |                          | 0                        | 0                        | 0                        | 0                        | 0                        | 0                        | 0                        |

### Đại hội Thể thao châu Á
| Đại hội Thể thao châu Á | Đại hội Thể thao châu Á | Đại hội Thể thao châu Á | Đại hội Thể thao châu Á | Đại hội Thể thao châu Á | Đại hội Thể thao châu Á | Đại hội Thể thao châu Á | Đại hội Thể thao châu Á | Đại hội Thể thao châu Á |
| Năm                     | Kết quả                 | Vị trí                  | ST                      | T                       | H                       | B                       | BT                      | BB                      |
| ----------------------- | ----------------------- | ----------------------- | ----------------------- | ----------------------- | ----------------------- | ----------------------- | ----------------------- | ----------------------- |
| 2002                    | Vòng bảng               | 21st                    | 3                       | 0                       | 0                       | 3                       | 0                       | 9                       |
| 2006                    | Vòng bảng               | 22nd                    | 3                       | 0                       | 0                       | 3                       | 0                       | 6                       |
| 2010                    | Vòng bảng               | 20th                    | 3                       | 0                       | 1                       | 2                       | 0                       | 6                       |
| 2014                    | Vòng 16 đội             | 14th                    | 4                       | 2                       | 0                       | 2                       | 5                       | 7                       |
| 2018                    | Vòng 16 đội             | 11th                    | 5                       | 2                       | 2                       | 1                       | 5                       | 4                       |
| 2022                    | Vòng 16 đội             | 15th                    | 3                       | 0                       | 1                       | 2                       | 0                       | 2                       |
| 2026 đến 2034           | Chưa xác định           | Chưa xác định           | Chưa xác định           | Chưa xác định           | Chưa xác định           | Chưa xác định           | Chưa xác định           | Chưa xác định           |
| Tổng số                 | Vòng 16 đội             | 6/18                    | 21                      | 4                       | 4                       | 13                      | 10                      | 34                      |

| Lịch sử chung kết Đại hội Thể thao châu Á | Lịch sử chung kết Đại hội Thể thao châu Á | Lịch sử chung kết Đại hội Thể thao châu Á | Lịch sử chung kết Đại hội Thể thao châu Á |
| Năm                                       | Vòng                                      | Tỷ số                                     | Kết quả                                   |
| ----------------------------------------- | ----------------------------------------- | ----------------------------------------- | ----------------------------------------- |
| 2002                                      |                                           |                                           |                                           |
| Vòng 1                                    | Palestine 0–2 Nhật Bản                    | Thua                                      |                                           |
| Vòng 1                                    | Palestine 0–2 Uzbekistan                  | Thua                                      |                                           |
| Vòng 1                                    | Palestine 0–5 Bahrain                     | Thua                                      |                                           |
| 2006                                      |                                           |                                           |                                           |
| Vòng 1                                    | Palestine 0–1 Thái Lan                    | Thua                                      |                                           |
| Vòng 1                                    | Palestine 0–2 Kuwait                      | Thua                                      |                                           |
| Vòng 1                                    | Palestine 0–3 Kyrgyzstan                  | Thua                                      |                                           |
| 2010                                      |                                           |                                           |                                           |
| Vòng 1                                    | Palestine 0–0 Jordan                      | Hòa                                       |                                           |
| Vòng 1                                    | Palestine 0–3 CHDCND Triều Tiên           | Thua                                      |                                           |
| Vòng 1                                    | Palestine 0–3 Hàn Quốc                    | Thua                                      |                                           |
| 2014                                      |                                           |                                           |                                           |
| Vòng 1                                    | Palestine 2–0 Oman                        | Thắng                                     |                                           |
| Vòng 1                                    | Palestine 2–1 Tajikistan                  | Thắng                                     |                                           |
| Vòng 1                                    | Palestine 1–2 Singapore                   | Thua                                      |                                           |
| Vòng 16 đội                               | Palestine 0–4 Nhật Bản                    | Thua                                      |                                           |
| 2018                                      |                                           |                                           |                                           |
| Vòng 1                                    | Palestine 0–0 Đài Bắc Trung Hoa           | Hòa                                       |                                           |
| Vòng 1                                    | Palestine 2–1 Lào                         | Thắng                                     |                                           |
| Vòng 1                                    | Palestine 2–1 Indonesia                   | Thắng                                     |                                           |
| Vòng 1                                    | Palestine 1–1 Hồng Kông                   | Hòa                                       |                                           |
| Vòng 16 đội                               | Palestine 0–1 Syria                       | Thua                                      |                                           |
| 2022                                      |                                           |                                           |                                           |
| Vòng 1                                    | Palestine 0–0 Qatar                       | Hòa                                       |                                           |
| Vòng 1                                    | Palestine 0–1 Nhật Bản                    | Thua                                      |                                           |
| Vòng 16 đội                               | Palestine 0–1 Hồng Kông                   | Thua                                      |                                           |

### Cúp bóng đá U-23 châu Á
Ngay trong lần đầu tham dự, Palestine đã lập kỳ tích khi xuất sắc vượt qua vòng bảng. Tuy nhiên, đội không thể tiếp tục góp mặt ở các giải đấu sau đó.
| Cúp bóng đá U-23 châu Á | Cúp bóng đá U-23 châu Á  | Cúp bóng đá U-23 châu Á  | Cúp bóng đá U-23 châu Á  | Cúp bóng đá U-23 châu Á  | Cúp bóng đá U-23 châu Á  | Cúp bóng đá U-23 châu Á  | Cúp bóng đá U-23 châu Á  | Cúp bóng đá U-23 châu Á  |               | Vòng loại     | Vòng loại     | Vòng loại     | Vòng loại     | Vòng loại     | Vòng loại |
| Năm                     | Kết quả                  | Vị trí                   | ST                       | T                        | H                        | B                        | BT                       | BB                       | ST            | T             | H             | B             | BT            | BB            |           |
| ----------------------- | ------------------------ | ------------------------ | ------------------------ | ------------------------ | ------------------------ | ------------------------ | ------------------------ | ------------------------ | ------------- | ------------- | ------------- | ------------- | ------------- | ------------- | --------- |
| 2013                    | Không vượt qua vòng loại | Không vượt qua vòng loại | Không vượt qua vòng loại | Không vượt qua vòng loại | Không vượt qua vòng loại | Không vượt qua vòng loại | Không vượt qua vòng loại | Không vượt qua vòng loại | 5             | 1             | 2             | 2             | 3             | 7             |           |
| 2016                    | Không vượt qua vòng loại | Không vượt qua vòng loại | Không vượt qua vòng loại | Không vượt qua vòng loại | Không vượt qua vòng loại | Không vượt qua vòng loại | Không vượt qua vòng loại | Không vượt qua vòng loại | 4             | 2             | 0             | 2             | 6             | 4             |           |
| 2018                    | Tứ kết                   | 7th                      | 4                        | 1                        | 1                        | 2                        | 8                        | 6                        | 3             | 2             | 1             | 0             | 8             | 4             |           |
| 2020                    | Không vượt qua vòng loại | Không vượt qua vòng loại | Không vượt qua vòng loại | Không vượt qua vòng loại | Không vượt qua vòng loại | Không vượt qua vòng loại | Không vượt qua vòng loại | Không vượt qua vòng loại | 3             | 2             | 0             | 1             | 10            | 2             |           |
| 2022                    | Không vượt qua vòng loại | Không vượt qua vòng loại | Không vượt qua vòng loại | Không vượt qua vòng loại | Không vượt qua vòng loại | Không vượt qua vòng loại | Không vượt qua vòng loại | Không vượt qua vòng loại | 2             | 0             | 1             | 1             | 2             | 4             |           |
| 2024                    | Không vượt qua vòng loại | Không vượt qua vòng loại | Không vượt qua vòng loại | Không vượt qua vòng loại | Không vượt qua vòng loại | Không vượt qua vòng loại | Không vượt qua vòng loại | Không vượt qua vòng loại | 3             | 2             | 0             | 1             | 3             | 2             |           |
| 2026                    | Chưa xác định            | Chưa xác định            | Chưa xác định            | Chưa xác định            | Chưa xác định            | Chưa xác định            | Chưa xác định            | Chưa xác định            | Chưa xác định | Chưa xác định | Chưa xác định | Chưa xác định | Chưa xác định | Chưa xác định |           |
| Tổng số                 | Tứ kết                   | 1/7                      | 4                        | 1                        | 1                        | 2                        | 8                        | 6                        | 20            | 9             | 4             | 7             | 32            | 23            |           |

## Các cầu thủ

### Đội hình hiện tại
- Dưới đây là các cầu thủ đã được lựa chọn để tranh tài trong Đại hội Thể thao châu Á 2018.
- Ngày đấu: 23 tháng 8 năm 2018
- Đối thủ:  Syria

| Số | VT | Cầu thủ                         | Ngày sinh (tuổi)           | Trận | Bàn | Câu lạc bộ       |
| -- | -- | ------------------------------- | -------------------------- | ---- | --- | ---------------- |
| 1  | TM | Ramzi Fakhouri                  | 19 tháng 2, 1996 (22 tuổi) |      |     | Thaqafi Tulkarm  |
| 2  | HV | Ahmed Qatmish                   | 10 tháng 3, 1998 (20 tuổi) |      |     | Thaqafi Tulkarm  |
| 3  | TV | Mohammed Bassim                 | 3 tháng 7, 1995 (23 tuổi)  |      |     | Al-Bireh         |
| 4  | HV | Michel Termanini                | 8 tháng 5, 1998 (20 tuổi)  |      |     | AFC Eskilstuna   |
| 5  | HV | Abdelatif Bahdari* (đội trưởng) | 20 tháng 2, 1984 (34 tuổi) |      |     | Merkaz Balata    |
| 6  | TV | Mohanad Fannoun                 | 18 tháng 9, 1995 (22 tuổi) |      |     | Shabab Al-Khalil |
| 7  | TV | Mahmoud Abu Warda               | 31 tháng 5, 1995 (23 tuổi) |      |     | Markaz Balata    |
| 9  | TV | Oday Dabbagh                    | 3 tháng 12, 1998 (19 tuổi) |      |     | Hilal Al-Quds    |
| 10 | TĐ | Mahmoud Yousef                  | 30 tháng 7, 1997 (21 tuổi) |      |     | Shabab Al-Khalil |
| 11 | HV | Omar El-Cherif                  | 13 tháng 2, 1997 (21 tuổi) |      |     | Arminia Hannover |
| 13 | TĐ | Shehab Qumbor                   | 10 tháng 8, 1997 (21 tuổi) |      |     | Jabal Al-Mukaber |
| 14 | HV | Yousef Al-Ashhab                | 10 tháng 2, 1995 (23 tuổi) |      |     | Shabab Al-Khalil |
| 15 | TV | Hani Abdallah                   | 3 tháng 2, 1998 (20 tuổi)  |      |     | Hilal Al-Quds    |
| 16 | TM | Rami Hamadi*                    | 24 tháng 3, 1994 (24 tuổi) |      |     | Hilal Al-Quds    |
| 17 | HV | Mousa Farawi                    | 22 tháng 3, 1998 (20 tuổi) |      |     | Hilal Al-Quds    |
| 18 | TĐ | Mohammed Obaid                  | 30 tháng 9, 1998 (19 tuổi) |      |     | Hilal Al-Quds    |
| 19 | TĐ | Sameh Maraaba*                  | 19 tháng 3, 1992 (26 tuổi) |      |     | Shabab Al-Khalil |
| 20 | TV | Mohamed Darwish                 | 20 tháng 2, 1997 (21 tuổi) |      |     | Arminia Hannover |
| 22 | TM | Naim Abuaker                    | 20 tháng 1, 1995 (23 tuổi) |      |     | Ahli Al-Khaleel  |
| 23 | TV | Mohammed Khalil                 | 5 tháng 4, 1998 (20 tuổi)  |      |     |                  |

* Cầu thủ quá tuổi.

### Các đội hình lần trước
| Đại hội Thể thao châu Á - Đội hình bóng đá tại Đại hội Thể thao châu Á 2006 – Palestine - Đội hình bóng đá tại Đại hội Thể thao châu Á 2010 – Palestine - Đội hình bóng đá tại Đại hội Thể thao châu Á 2014 – Palestine | Giải vô địch bóng đá U-23 châu Á - Đội hình Giải vô địch bóng đá U-23 châu Á 2018 – Palestine |